# Вангер, Клаус
Клаус Вангер (нем. Klaus Wanger, 24 февраля 1941 года) — председатель Ландтага Лихтенштейна (национального парламента) с 2001 по 2008 год.
Вангер был назначен на пост председателя в 2001 году. Он является представителем избирательного округа Шан и членом Прогрессивной гражданской партии Лихтенштейна. Впервые в местный парламент он попал в 1993 году, а перед этим долгое время занимался бизнесом. В 2009 году его на посту председателя сменил Артур Брунхарт.